# Omessa
Omessa település Franciaországban, Haute-Corse megyében. Lakosainak száma 599 fő (2022. január 1.). Omessa Prato-di-Giovellina, Aiti, Castirla, Lano, Saliceto, Soveria és Tralonca községekkel határos.

## Népesség
A település népességének változása:
| Lakosok száma | 634  | 509  | 517  | 570  | 527  | 561  | 587  | 601  | 600  | 599  |
|               | 1968 | 1982 | 1990 | 2006 | 2013 | 2015 | 2017 | 2019 | 2020 | 2022 |